# Etoxipropà
L'etoxipropà o èter etil propílic és un èter. La seva fórmula molecular és: C5H12O i la fórmula estructural és: H₃C-CH₂-O-CH₂-CH₂-CH₃ És lleugerament soluble en aigua (18,4 g/l). Té el seu punt de fusió a -126,7 °C i el d'ebullició a 64 °C.